# Macrochelidae
Famille
Les Macrochelidae Vitzthum, 1930 sont une famille d'acariens Mesostigmata. Elle contient 26 genres et près de 300 espèces. Areolaspinae Trägårdh, 1952 en est synonyme.

## Classification
- Aethosoma Krantz, 1962
- Ancistrocheles Krantz, 1962
- Andhrolaspis Türk, 1948
- Bellatocheles van Driel & Loots, 1975
- Calholaspis Berlese, 1918
- Cophrolaspis Berlese, 1918
- Evholocelaeno Berlese, 1918
- Geholaspis Berlese, 1918
  - Geholaspis (Geholaspis) Berlese, 1918
  - Geholaspis (Cyrtocheles) Valle, 1953
  - Geholaspis (Longicheles) Valle, 1953
- Glyptholaspis Filipponi & Pegazzano, 1960 nouveau nom de Macrocheles Berlese 1918 préoccupé par Latreille 1829
- Gonatothrix Krantz, 1988
- Trigonholaspis Vitzthum, 1930 synonyme Grafia Krantz, 1962
- Holocelaeno Berlese, 1910
- Holostaspella Berlese, 1903 synonymes Areolaspis Trägårdh, 1952 et Aethiolaspis van Driel & Loots, 1975
- Lordocheles Krantz, 1961
- Dissoloncha Falconer, 1923
- Macrocheles Latreille, 1829
  - Macrocheles (Macrocheles) Latreille, 1829
  - Macrocheles (Macrholaspis) Oudemans, 1931
- Mesocheles Lizaso & Mendes, 1994
- Neoholaspis Türk, 1948
- Neopodocinum Oudemans, 1902 synonyme Coprolaelaps Berlese, 1908
- Nothrholaspis Berlese, 1918
- Proholaspina Berlese, 1918
- Synaphasis Krantz, 1961
- Tigonholaspis Vitzthum, 1930
- Tricholaspis Evans, 1956:359
- Tricholocelaeno Berlese, 1918
- Venatiolaspis van Driel & Loots, 1975